# Miray Akay
Miray Akay (ur. 17 lipca 2000) – ukraińsko-turecka aktorka.

## Życiorys
Jej ojciec jest Turkiem, a matka Ukrainką. Ma starszą siostrę i młodszego brata. Uczęszczała do stambulskiej szkoły Bahçelievler Ali Haydar i szkoły sztuk pięknych Mimar Sinan. Już w wieku trzech lat występowała w reklamach.
Jej debiut telewizyjny miał miejsce w 2010 roku, gdy zagrała w serialach Bitmeyen Şarkı i Türk mali. Pierwszym filmem, w którym zagrała był Sen motyla z 2013 roku. W kolejnych latach zagrała w jeszcze kilku tureckich produkcjach, takich jak Güneşin Kızları i Bizim Hikaye.
Spotykała się z tureckim aktorem Atilla Doğukan, jednak rozstali się w 2019 roku.

## Filmografia
| Filmy     | Filmy                     | Filmy          |
| Rok       | Tytuł                     | Rola           |
| --------- | ------------------------- | -------------- |
| 2013      | Eve Dönüş: Sarıkamış 1915 | Nihan          |
| 2013      | Halam Geldi               | Reyhan         |
| 2013      | Sen motyla                | siostra Mediha |
| 2014      | Balık                     | Deniz          |
| Seriale   |                           |                |
| Rok       | Tytuł                     | Rola           |
| 2010      | Bitmeyen Şarkı            |                |
| 2012      | Çıplak Gerçek             | Selin          |
| 2013      | 20 Dakika                 | Duru Halaskar  |
| 2014      | Benim Adım Gültepe        | Gülten         |
| 2015–2016 | Güneşin Kızları           | Peri Yılmaz    |
| 2017      | Dayan Yüreğim             | Nazlı          |
| 2018      | Dip                       |                |
| 2018      | Servet                    | Narin          |
| 2018      | Bizim Hikaye              | Zeynep Elibol  |
| 2020-2021 | Zümrüdüanka               | Meliha Kuloğlu |
| 2021      | Bir Zamanlar Kibris       | Pembe          |